# Rhachoepalpus cinereus
Rhachoepalpus cinereus là một loài ruồi trong họ Tachinidae.